# Lew Alexandrowitsch Judin

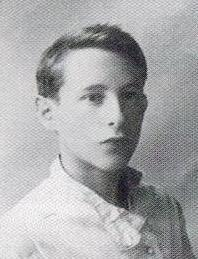
Lew Judin (1922)

Lew Alexandrowitsch Judin (russisch Лев Александрович Юдин; * 1903 in Wizebsk; † 1941 in Leningrad) war ein russischer Maler, der in seiner Frühphase nach den Prinzipien des Suprematismus arbeitete.

## Leben
Judin studierte von 1919 bis 1922 an der Kunstschule in Witebsk, die zur damaligen Zeit unter dem Einfluss von Kasimir Malewitsch stand. Er war Mitglied der Gruppe UNOWIS. Gemeinsam mit Malewitsch kehrte er nach Petrograd zurück, wo er Mitglied des GINChUK, des Staatlichen Instituts für künstlerische Kultur, war. Er leitete dort das Formlaboratorium und untersuchte die Gesetzmäßigkeiten des Kubismus.
Nach der Auflösung des GINChUK im Jahre 1926 wandte er sich zunehmend dem Sozialistischen Realismus zu und löste sich damit vollständig vom Suprematismus.
Im Jahr 1941 fiel er bei den Kämpfen um die Stadt Leningrad.

## Werke (Auswahl)

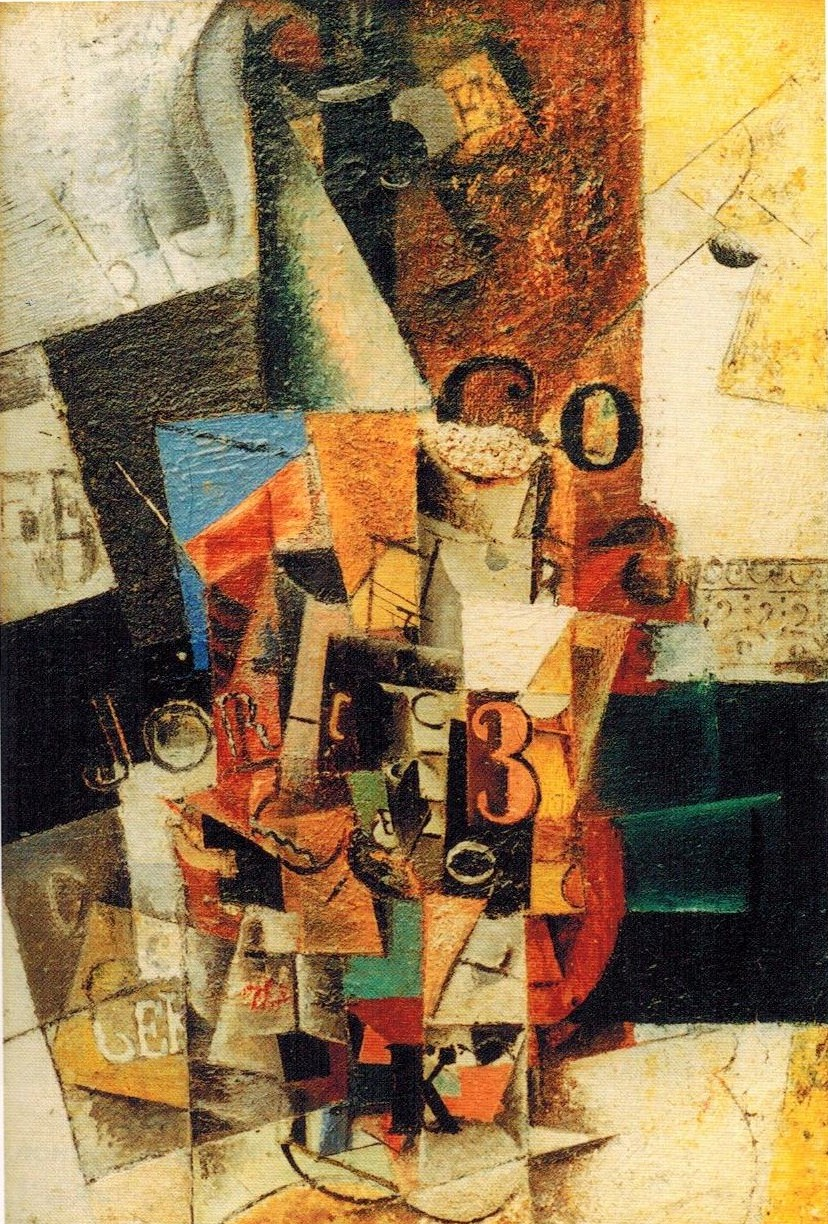
Kubismus, 1910er Jahre (?)
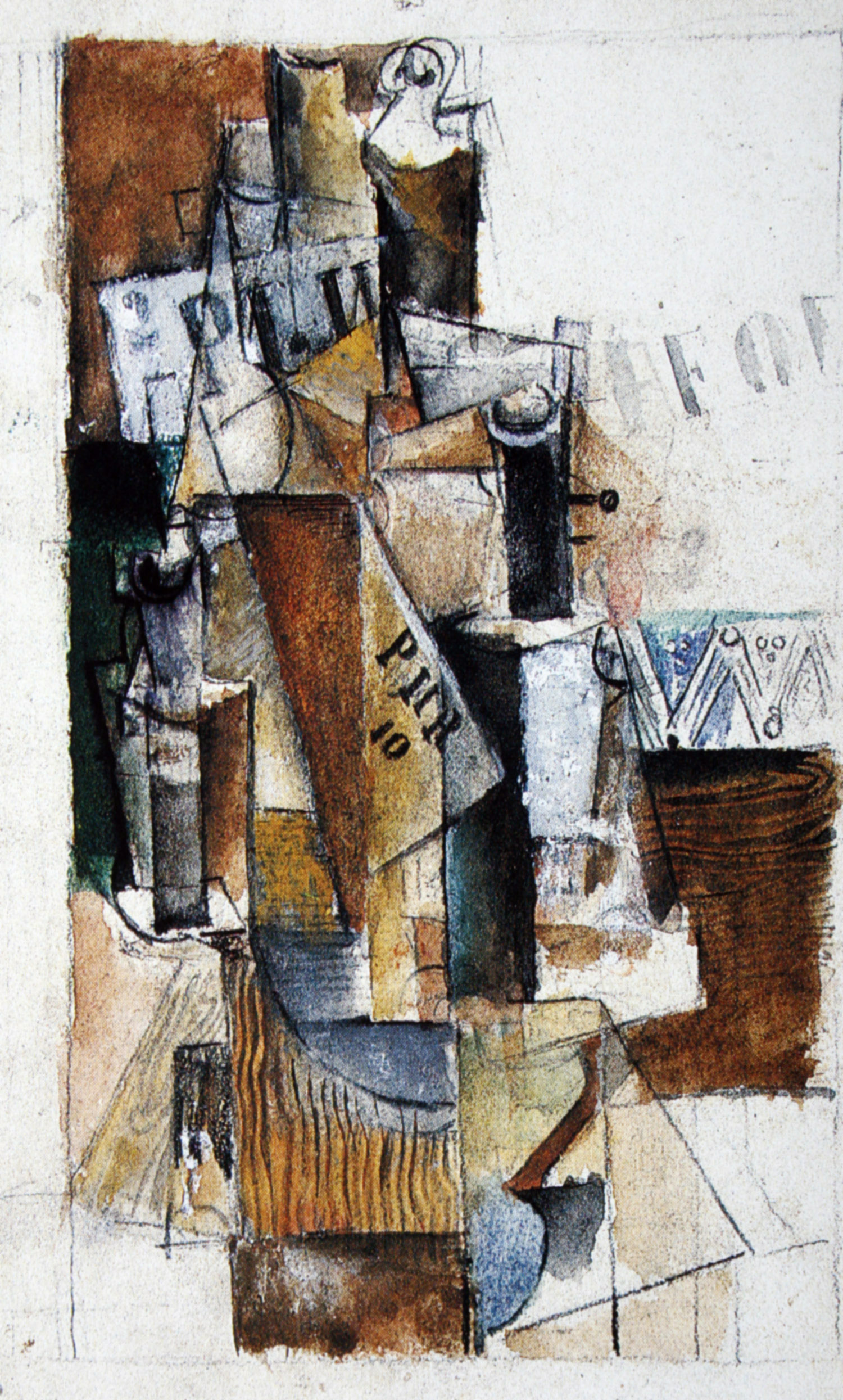
Komposition, 1921, Tretjakow-Galerie